# FIFA World Player 2005
El davanter brasiler Ronaldinho va guanyar el FIFA World Player of the Year 2005.

## Resultats

### Homes
| Posició | Jugador             | Punts | Equip                |
| ------- | ------------------- | ----- | -------------------- |
| 1       | Ronaldinho          | 956   | FC Barcelona         |
| 2       | Frank Lampard       | 306   | Chelsea FC           |
| 3       | Samuel Eto'o        | 190   | FC Barcelona         |
| 4       | Thierry Henry       | 172   | Arsenal FC           |
| 5       | Adriano             | 170   | Inter Milà           |
| 6       | Andrí Xevtxenko     | 153   | AC Milan             |
| 7       | Steven Gerrard      | 131   | Liverpool FC         |
| 8       | Kaká                | 101   | AC Milan             |
| 9       | Paolo Maldini       | 76    | AC Milan             |
| 10      | Didier Drogba       | 65    | Chelsea FC           |
| 11      | Michael Ballack     | 64    | Bayern de Múnic      |
| 12      | Ronaldo             | 63    | Reial Madrid         |
| 13      | Zinédine Zidane     | 55    | Reial Madrid         |
| 14      | Zlatan Ibrahimović  | 36    | Juventus FC          |
| 15      | Deco                | 24    | FC Barcelona         |
| 16      | Riquelme            | 20    | Vila-real CF         |
| 17      | Robinho             | 19    | Reial Madrid         |
| 18      | David Beckham       | 17    | Reial Madrid         |
| 19      | Wayne Rooney        | 17    | Manchester United FC |
| 20      | Cristiano Ronaldo   | 13    | Manchester United FC |
| 21      | Ruud van Nistelrooy | 11    | Manchester United FC |
| 22      | Michael Essien      | 11    | Chelsea FC           |
| 23      | Raúl                | 8     | Reial Madrid         |
| 24      | Pavel Nedved        | 8     | Juventus FC          |
| 25      | Arjen Robben        | 5     | Chelsea FC           |
| 26      | Cafú                | 3     | AC Milan             |
| 27      | Jay-Jay Okocha      | 3     | Bolton Wanderers     |
| 28      | Alessandro Nesta    | 3     | AC Milan             |
| 29      | Roberto Carlos      | 3     | Reial Madrid         |
| 30      | Gianluigi Buffon    | 1     | Juventus FC          |

1. ↑  «Ronaldinho - Perfil del jugador» (en castellà). [Consulta: 12 març 2025].
2. 1 2 3  «FC Barcelona - Perfil del club» (en castellà). [Consulta: 12 març 2025].
3. 1 2 3 4  «Chelsea FC - Perfil del club» (en castellà). [Consulta: 12 març 2025].
4. ↑  «Arsenal FC - Perfil del club» (en castellà). [Consulta: 12 març 2025].
5. ↑  «Inter de Milán - Perfil del club» (en castellà). [Consulta: 12 març 2025].
6. 1 2 3 4 5  «AC Milan - Perfil del club» (en castellà). [Consulta: 12 març 2025].
7. ↑  «Liverpool FC - Perfil del club» (en castellà). [Consulta: 12 març 2025].
8. ↑  «Bayern Múnich - Perfil del club» (en castellà). [Consulta: 12 març 2025].
9. ↑  «Ronaldo - Perfil del jugador» (en castellà). [Consulta: 12 març 2025].
10. 1 2 3 4 5 6  «Real Madrid CF - Perfil del club» (en castellà). [Consulta: 12 març 2025].
11. ↑  «Zinédine Zidane - Perfil del jugador» (en castellà). [Consulta: 12 març 2025].
12. ↑  «Zlatan Ibrahimović - Perfil del jugador» (en castellà). [Consulta: 12 març 2025].
13. 1 2 3  «Juventus de Turín - Perfil del club» (en castellà). [Consulta: 12 març 2025].
14. ↑  «Deco - Perfil del jugador» (en castellà). [Consulta: 12 març 2025].
15. ↑  «Juan Román Riquelme - Perfil del jugador» (en castellà). [Consulta: 12 març 2025].
16. ↑  «Villarreal CF - Perfil del club» (en castellà). [Consulta: 12 març 2025].
17. ↑  «Robinho - Perfil del jugador» (en castellà). [Consulta: 12 març 2025].
18. ↑  «Marcel Ketelaer - Perfil del jugador» (en castellà). [Consulta: 12 març 2025].
19. ↑  «Wayne Rooney - Perfil del jugador» (en castellà). [Consulta: 12 març 2025].
20. 1 2 3  «Manchester United - Perfil del club» (en castellà). [Consulta: 12 març 2025].
21. ↑  «Cristiano Ronaldo - Perfil del jugador 24/25» (en castellà). [Consulta: 12 març 2025].
22. ↑  «Ruud van Nistelrooy - Perfil del jugador» (en castellà). [Consulta: 12 març 2025].
23. ↑  «Michael Essien - Perfil del jugador» (en castellà). [Consulta: 12 març 2025].
24. ↑  «Raúl - Perfil del jugador» (en castellà). [Consulta: 12 març 2025].
25. ↑  «Pavel Nedved - Perfil del jugador» (en castellà). [Consulta: 12 març 2025].
26. ↑  «Arjen Robben - Datos completos de rendimiento» (en castellà). [Consulta: 12 març 2025].
27. ↑  «Cafu - Perfil del jugador» (en castellà). [Consulta: 12 març 2025].
28. ↑  «Jay-Jay Okocha - Perfil del jugador» (en castellà). [Consulta: 12 març 2025].
29. ↑  «Bolton Wanderers - Perfil del club» (en castellà). [Consulta: 12 març 2025].
30. ↑  «Alessandro Nesta - Perfil del jugador» (en castellà). [Consulta: 12 març 2025].
31. ↑  «Roberto Carlos - Perfil del jugador» (en castellà). [Consulta: 12 març 2025].
32. ↑  «Gianluigi Buffon - Perfil del jugador» (en castellà). [Consulta: 12 març 2025].